# Pavel Pěnkava
Pavel Pěnkava (* 26. prosince 1944, Nižbor) je bývalý československý atlet, běžec na střední a dlouhé tratě.

## Sportovní kariéra
Dlouhá léta startoval za oddíl RH Praha, kde byl jeho trenérem Miloš Písařík. V roce 1969 obsadil na Evropských halových hrách v běhu na 3000 metrů páté místo. V létě pak doběhl na mistrovství Evropy v Athénách ve finále běhu na 1500 metrů na sedmém místě. Největší individuální úspěch zaznamenal na halovém ME 1974 v Göteborgu, kde získal bronzovou medaili v běhu na 3000 metrů. Úspěchy ve štafetových bězích sbíral také na evropských halových hrách.